# 巴卡瓦热沃市镇
巴卡瓦热沃市镇（波蘭語：Gmina Bakałarzewo）是波兰波德拉谢省的一个乡村型市镇，隶属于苏瓦乌基县，治所位于同名城市巴卡瓦热沃。总面积为123.01平方千米，截至2016年6月30日总人口为3161人。